# 洛斯弗賴萊斯群島
11°12′N 63°45′W / 11.200°N 63.750°W
洛斯弗賴萊斯群島（西班牙語：Islas Los Frailes）是委內瑞拉的群島，位於加勒比海，屬於背風安的列斯群島的一部分，由聯邦屬地負責管轄，由10座島嶼組成，總面積1.92平方公里，最高點海拔高度91米，島上無人居住。

## 外部連結
- https://web.archive.org/web/20080621163718/http://www.hfdx.org/Frailes/frailes1.html